# Museum van de Moermansk-rederij
Het Museum van de Moermansk-rederij (Russisch: Музей истории Мурманского морского пароходства) of MSCO-museum is een scheepvaartmuseum in Moermansk, Rusland. Het museum toont de geschiedenis van de Moermansk-rederij (Murmansk Shipping Company), die in 1939 werd opgericht, en de ontwikkeling van de Noordelijke Zeeroute.

## Geschiedenis
Het museum werd in 1977 geopend en gedurende een aantal decennia werden een groot aantal foto’s, portretten van MSCO-kapiteins, uitrusting van zeeschepen, scheepsbellen, modelschepen en -onderzeeërs verzameld.
Het museum is ingedeeld in drie tentoonstellingsruimten:
- De geschiedenis en ontwikkeling van de atoomijsbreker en de transportvloot.
- Vaartuigen en personeel van de atoomvloot
- Ontwikkeling van de Noordelijke Zeeroute

In het museum bevindt zich ook een collectie van modelschepen waarvan het kleinste model van het stoomschip Vologda amper 14 cm groot is. In het museum is ook een permanente tentoonstelling over de arctische natuur.

## Fotogalerij

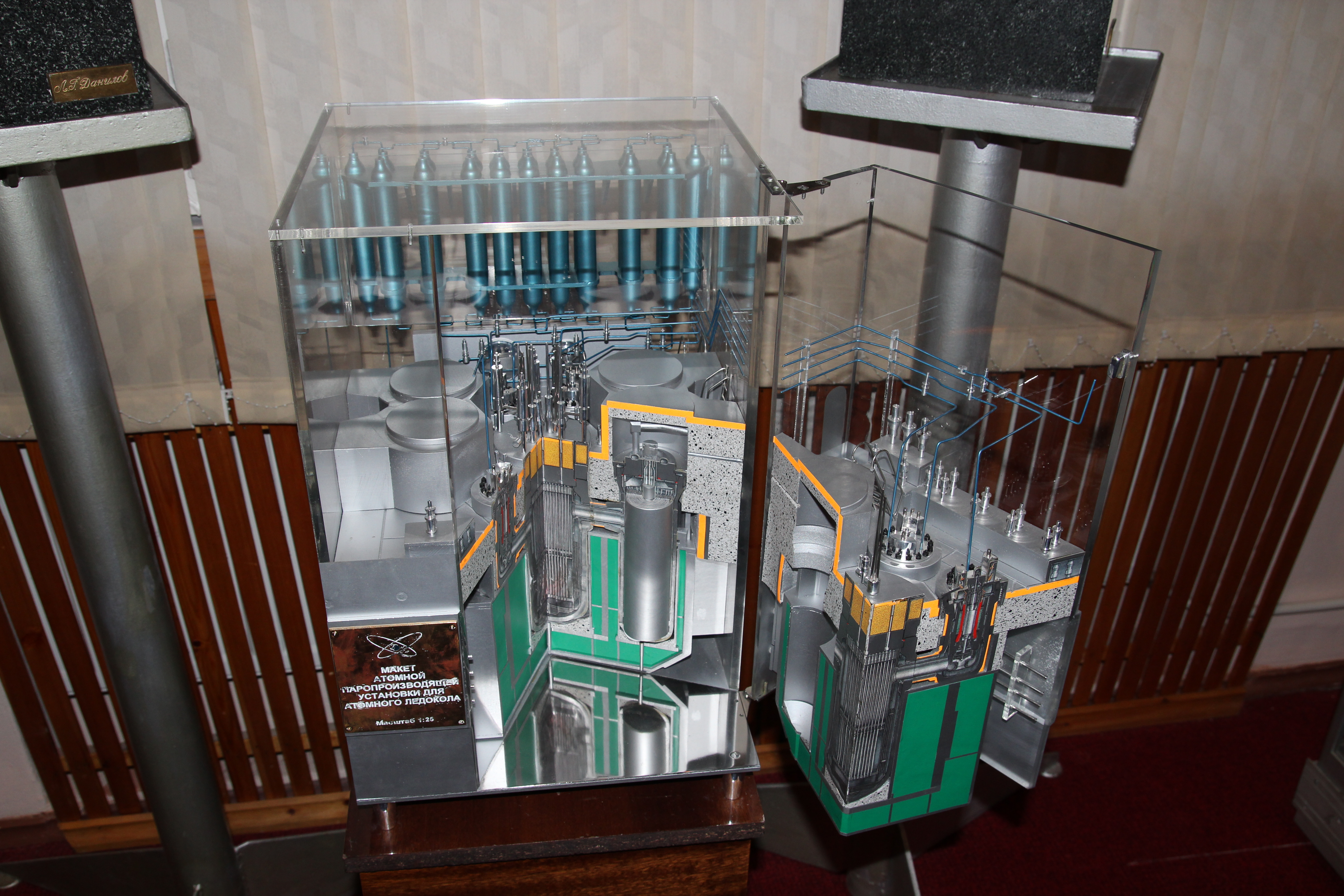
Maquette van een kernreactor voor een atoomijsbreker
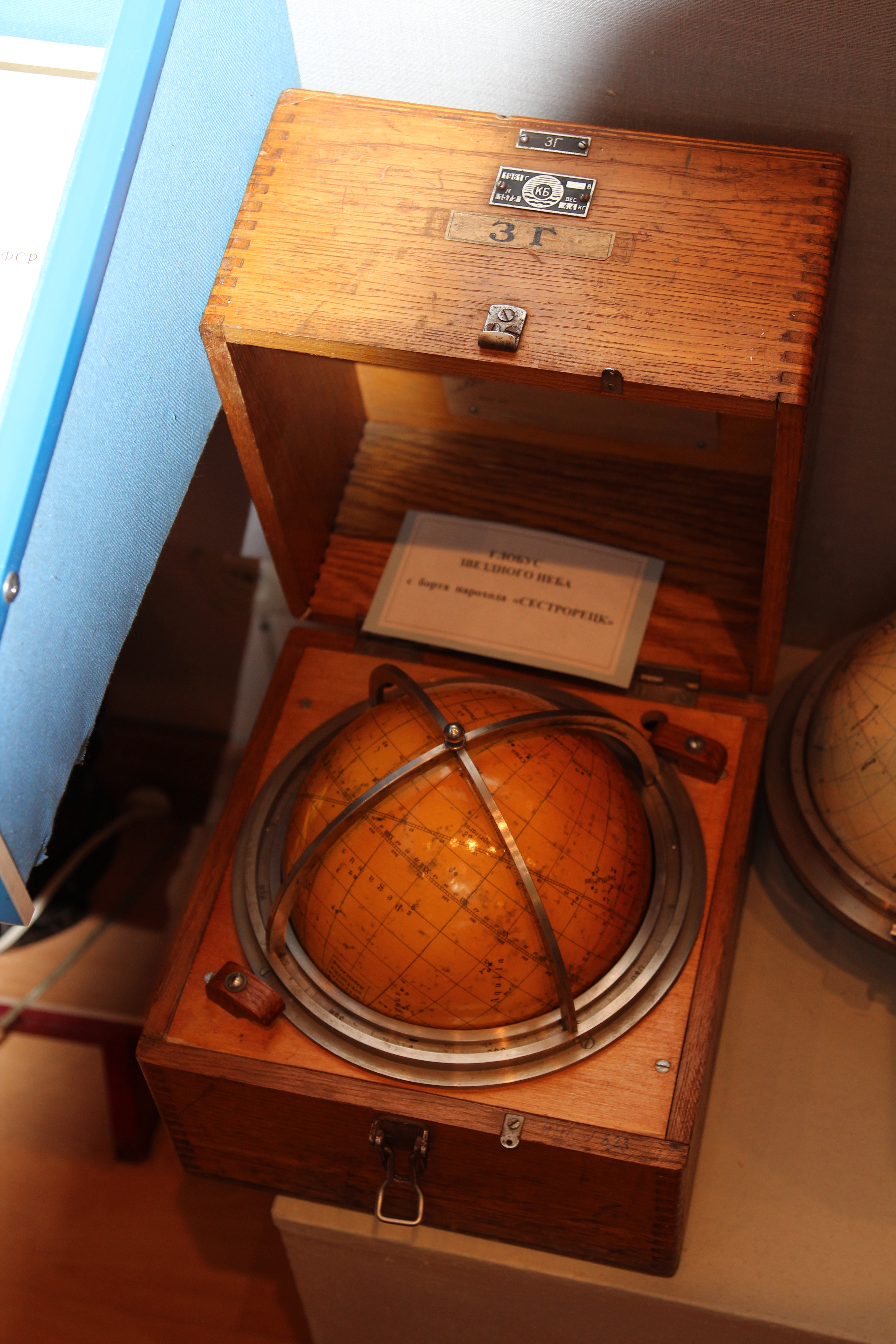
Hemelbol van het schip Sestroretsk
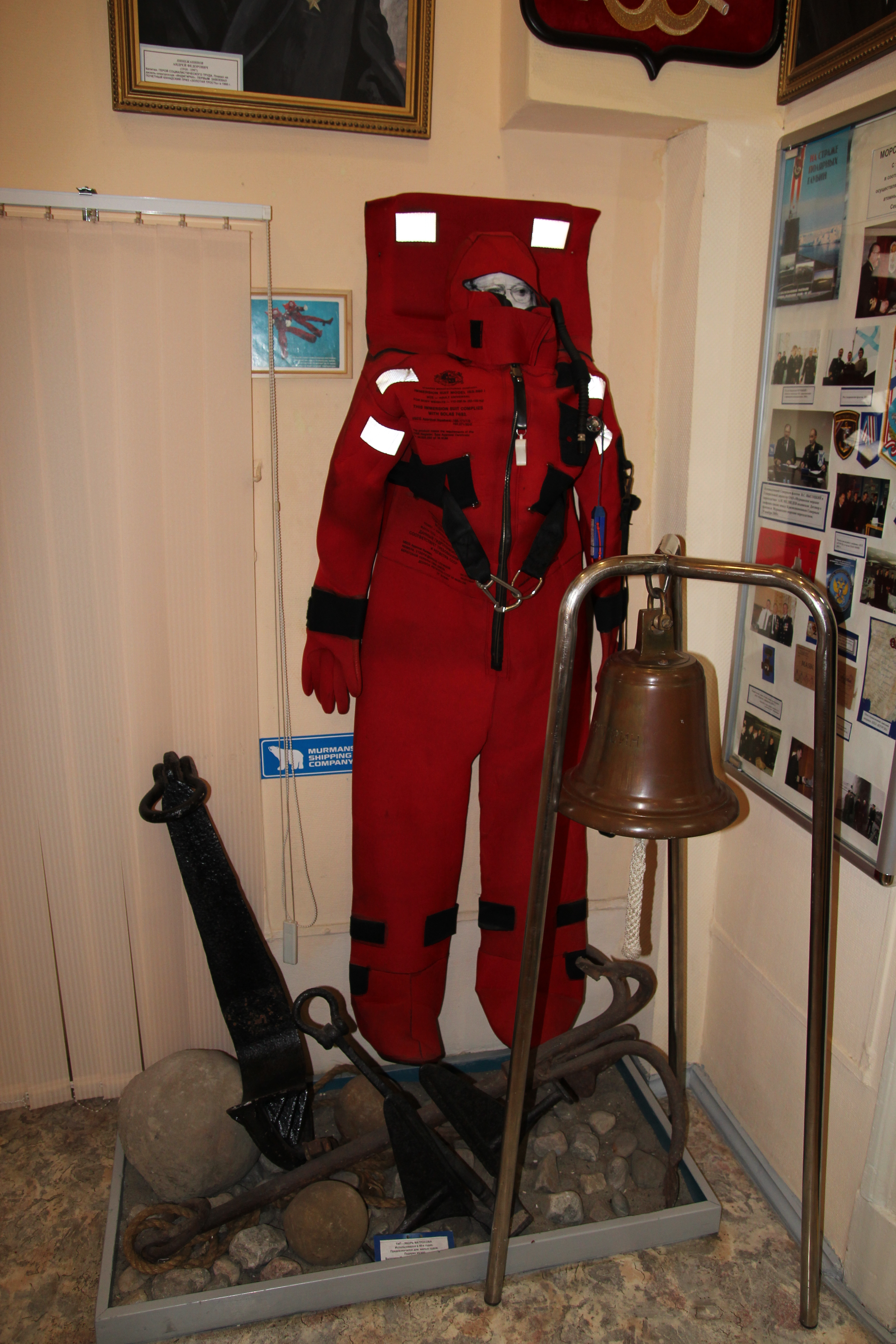
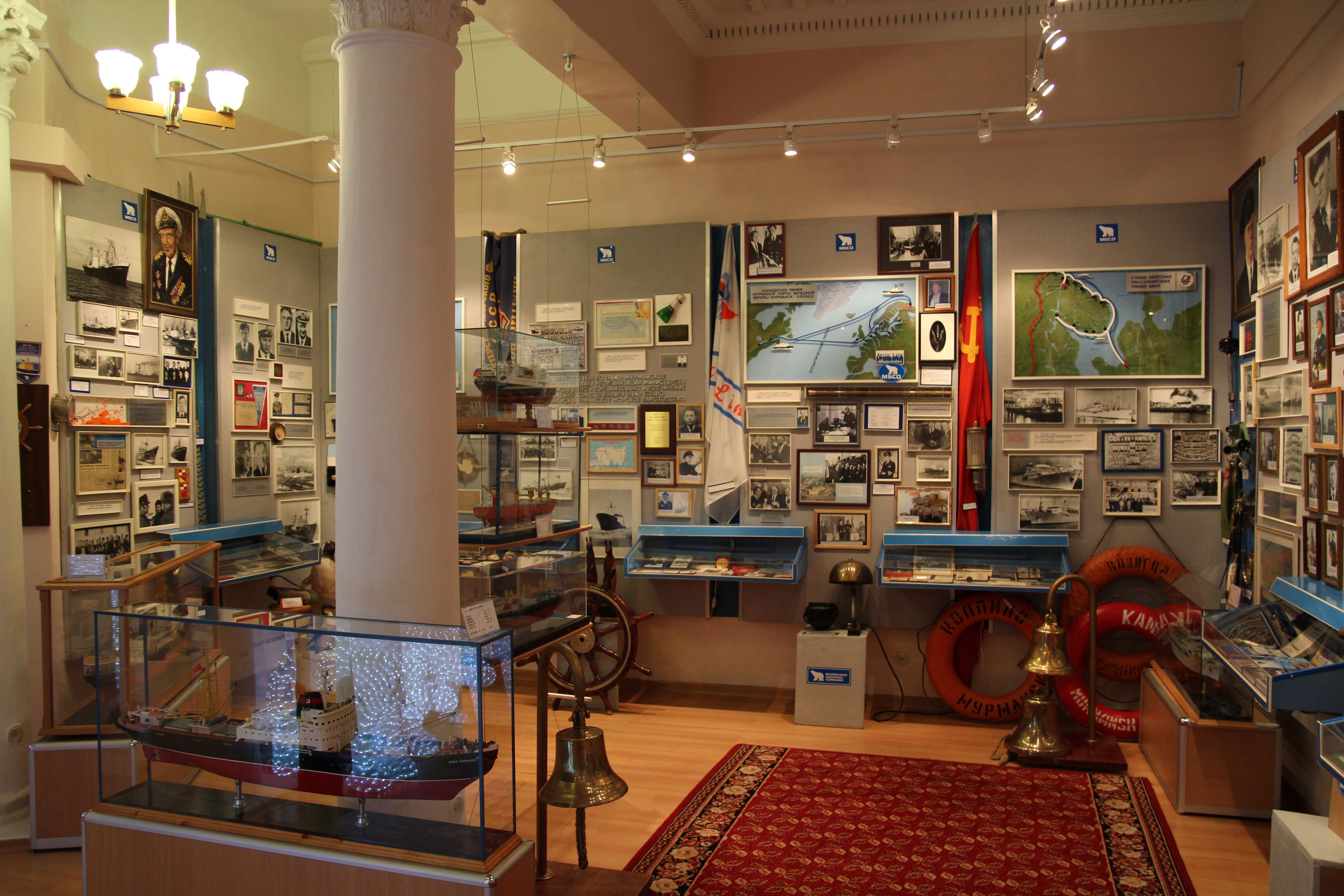
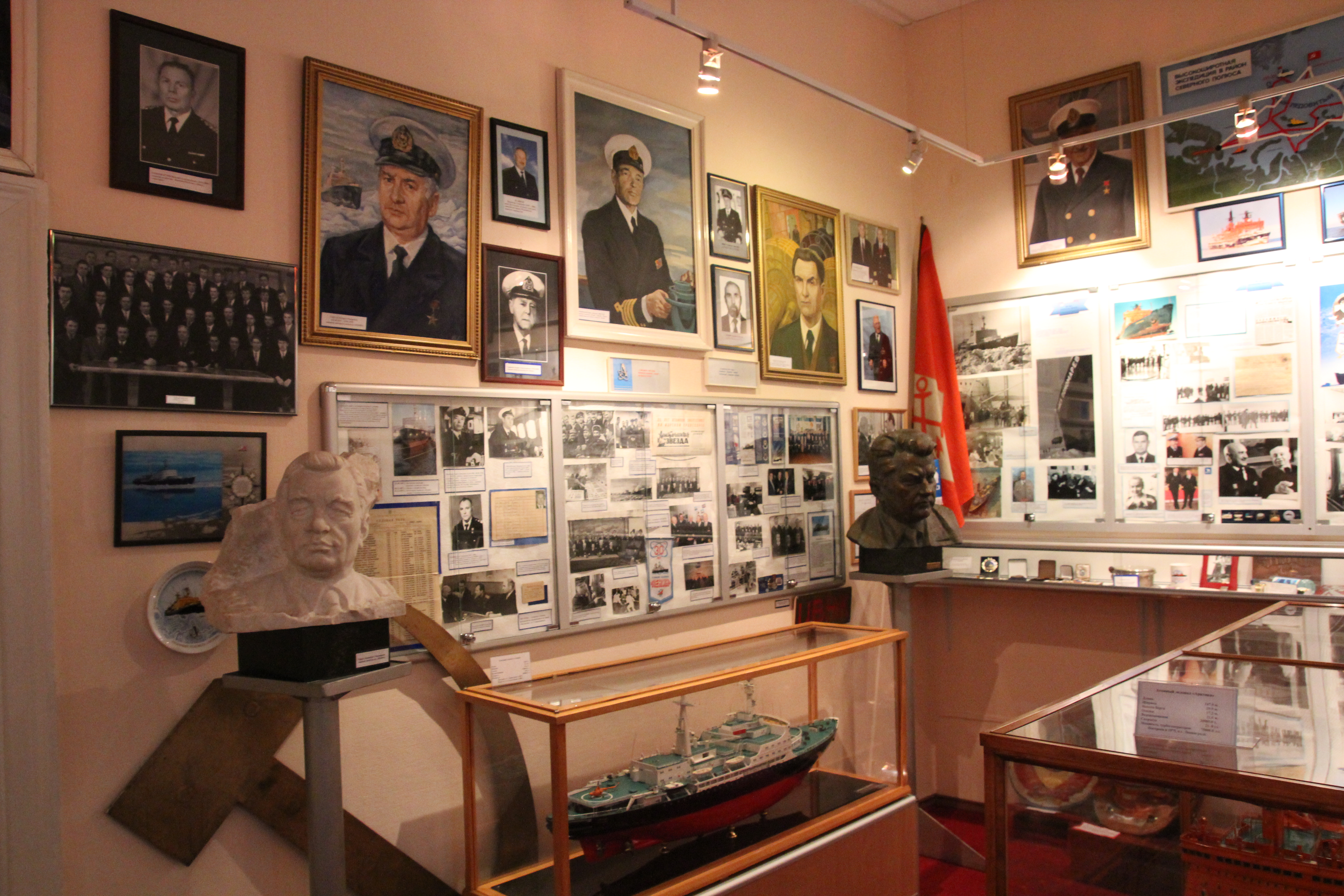
Portretten MSCO-kapiteins
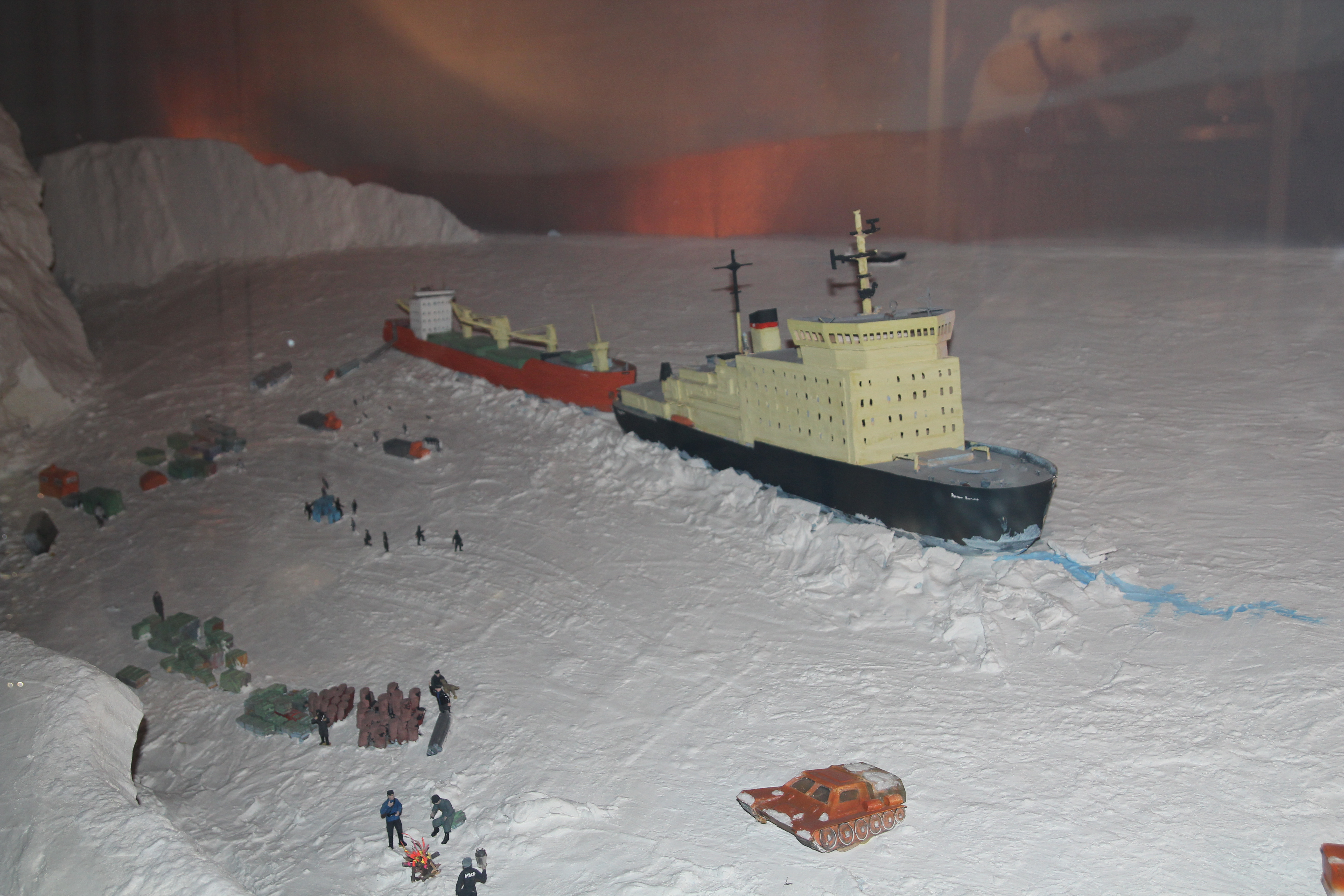
Diorama van de ijsbreker op de Noordelijke Zeeroute
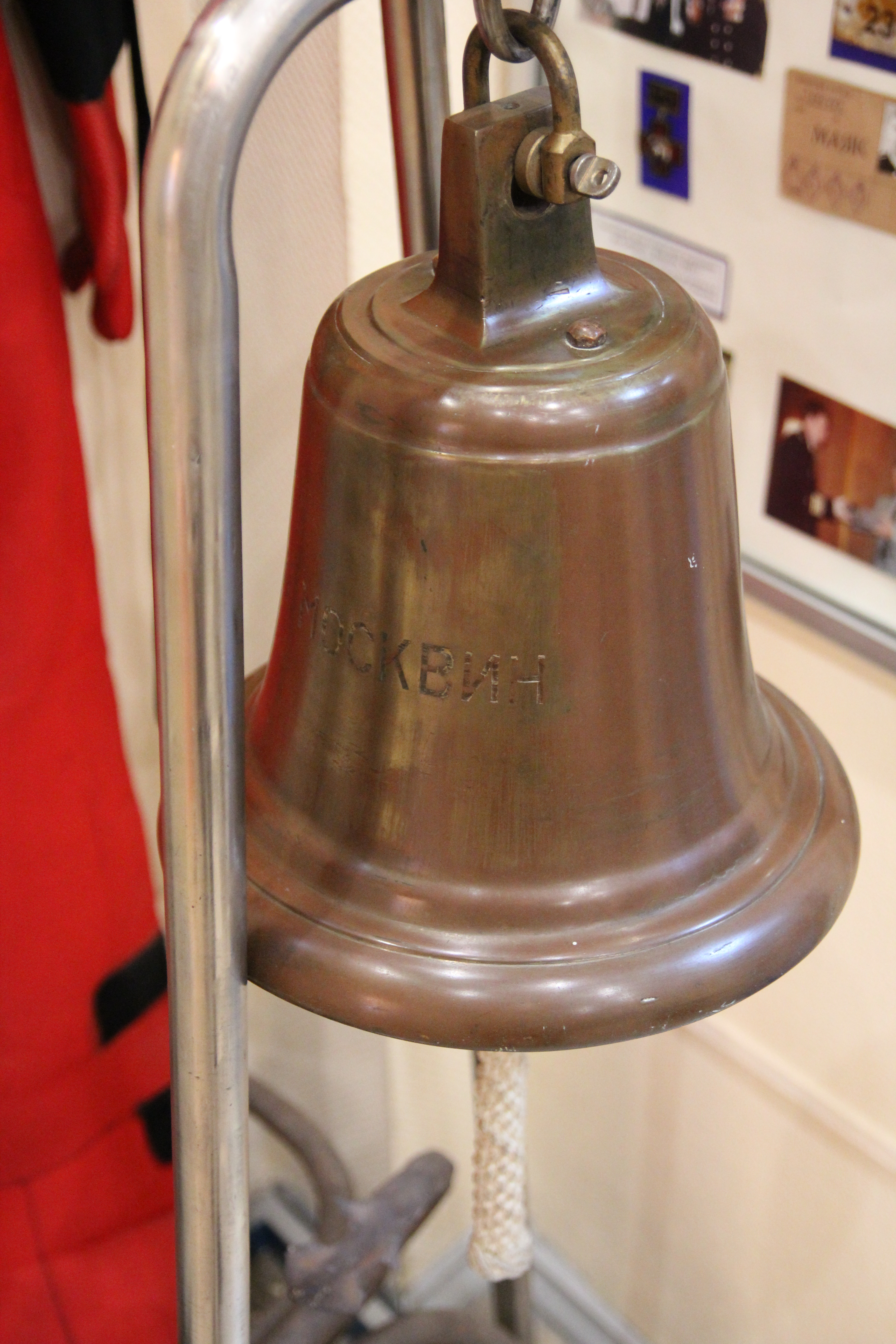
Scheepsbel van de Ivan Moskvin

### Modelschepen

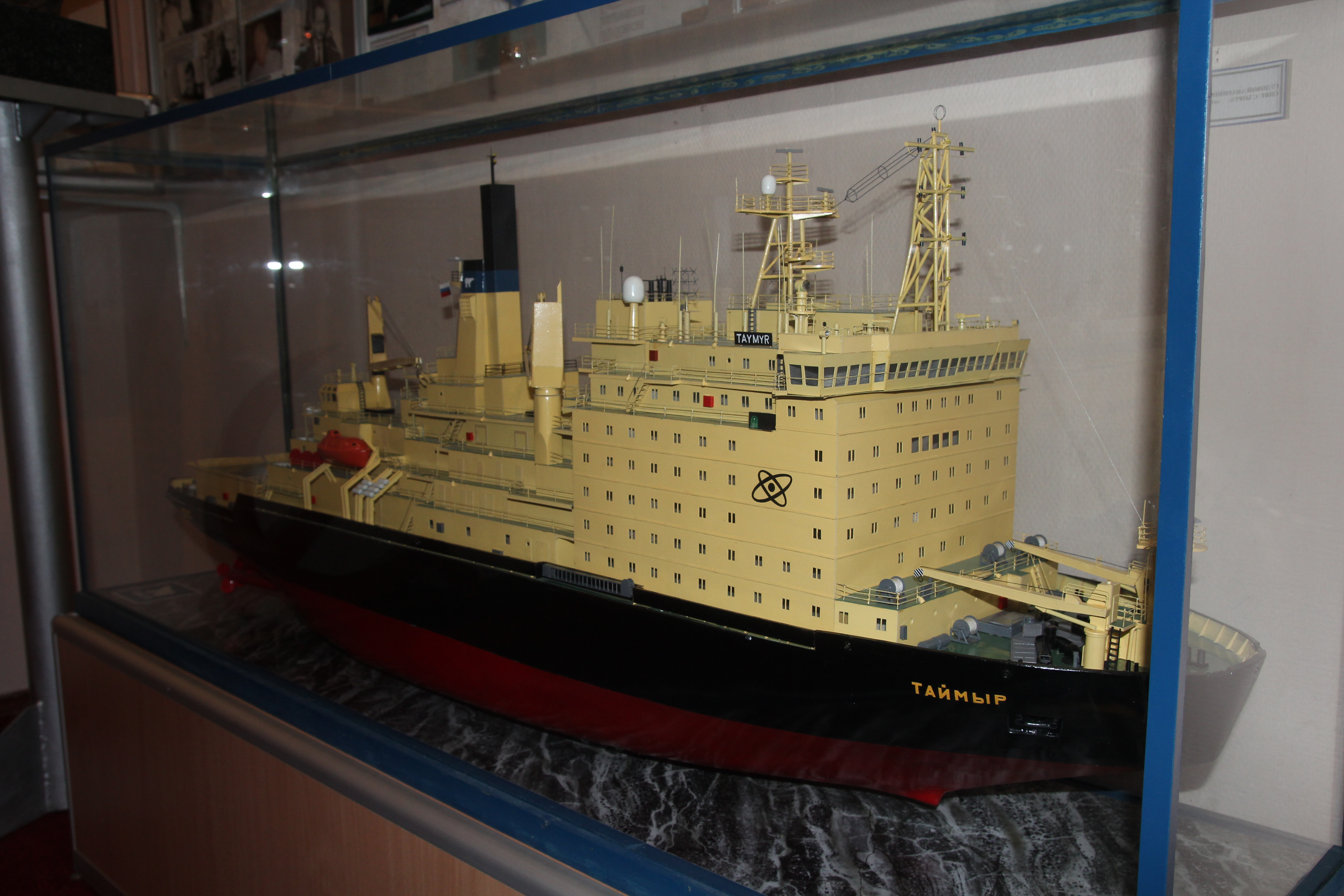
IJsbreker Taimyr
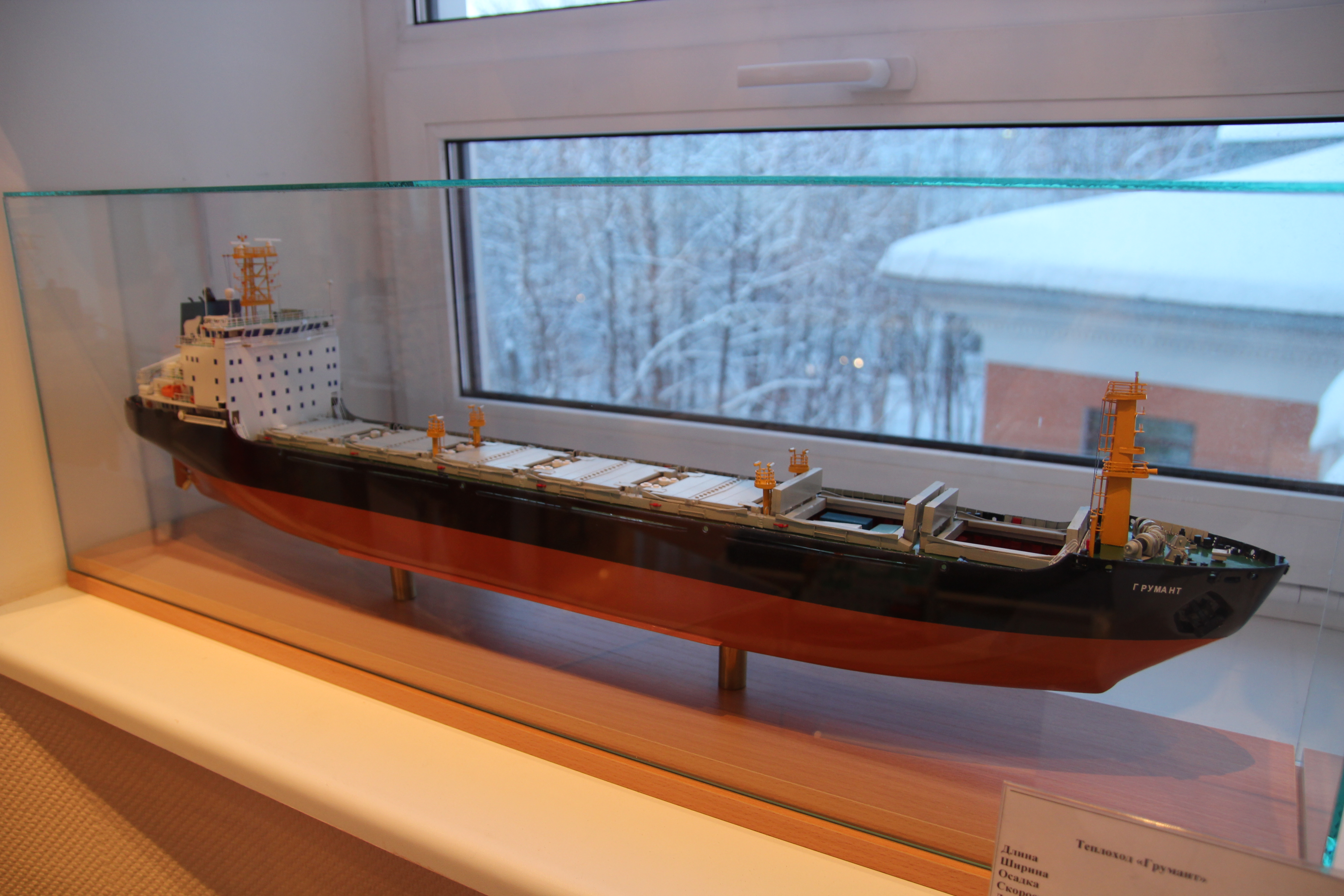
Zeeschip Grumant
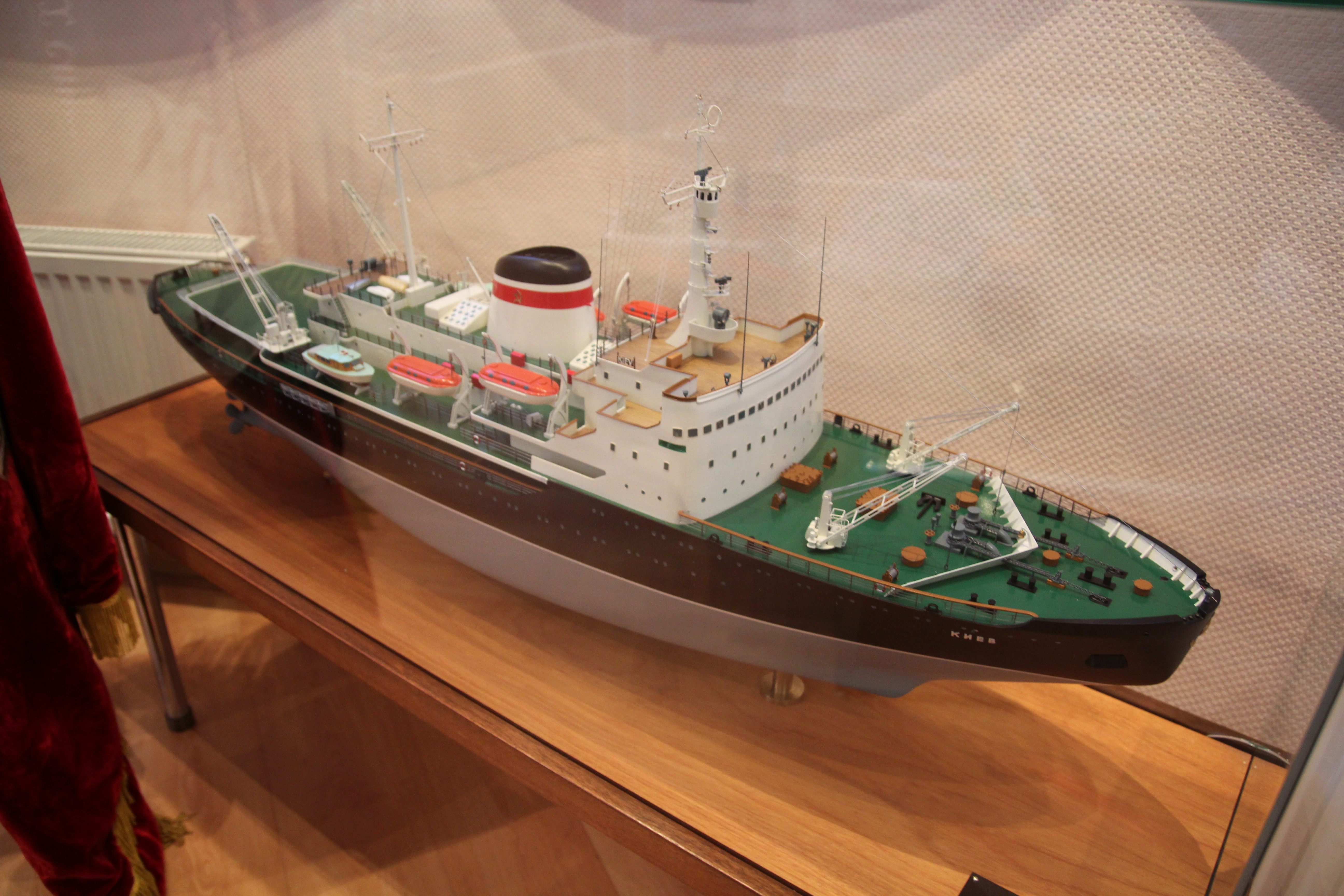
Scheepsmodel Kiev
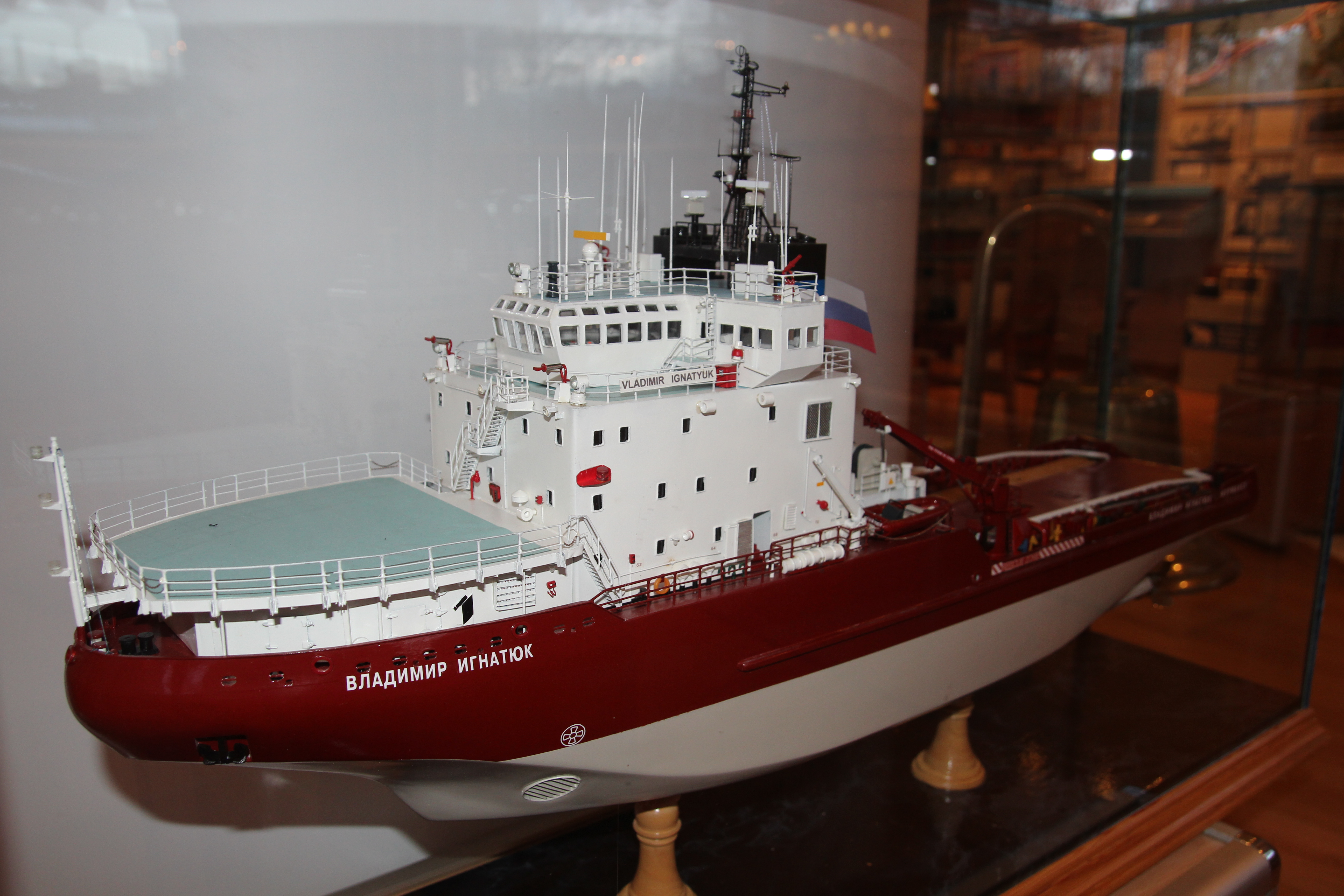
Vladimir Ignatyuk 2
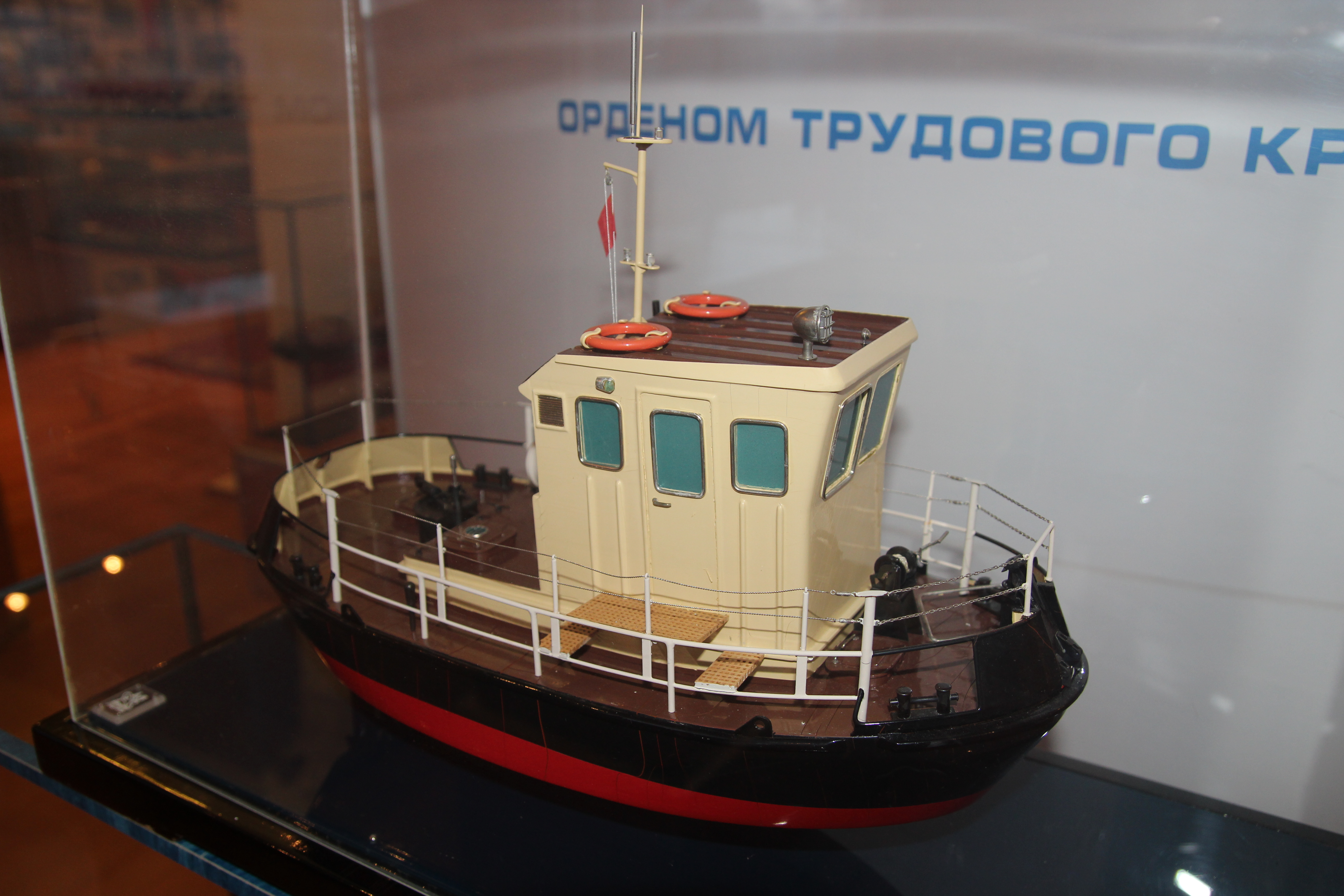
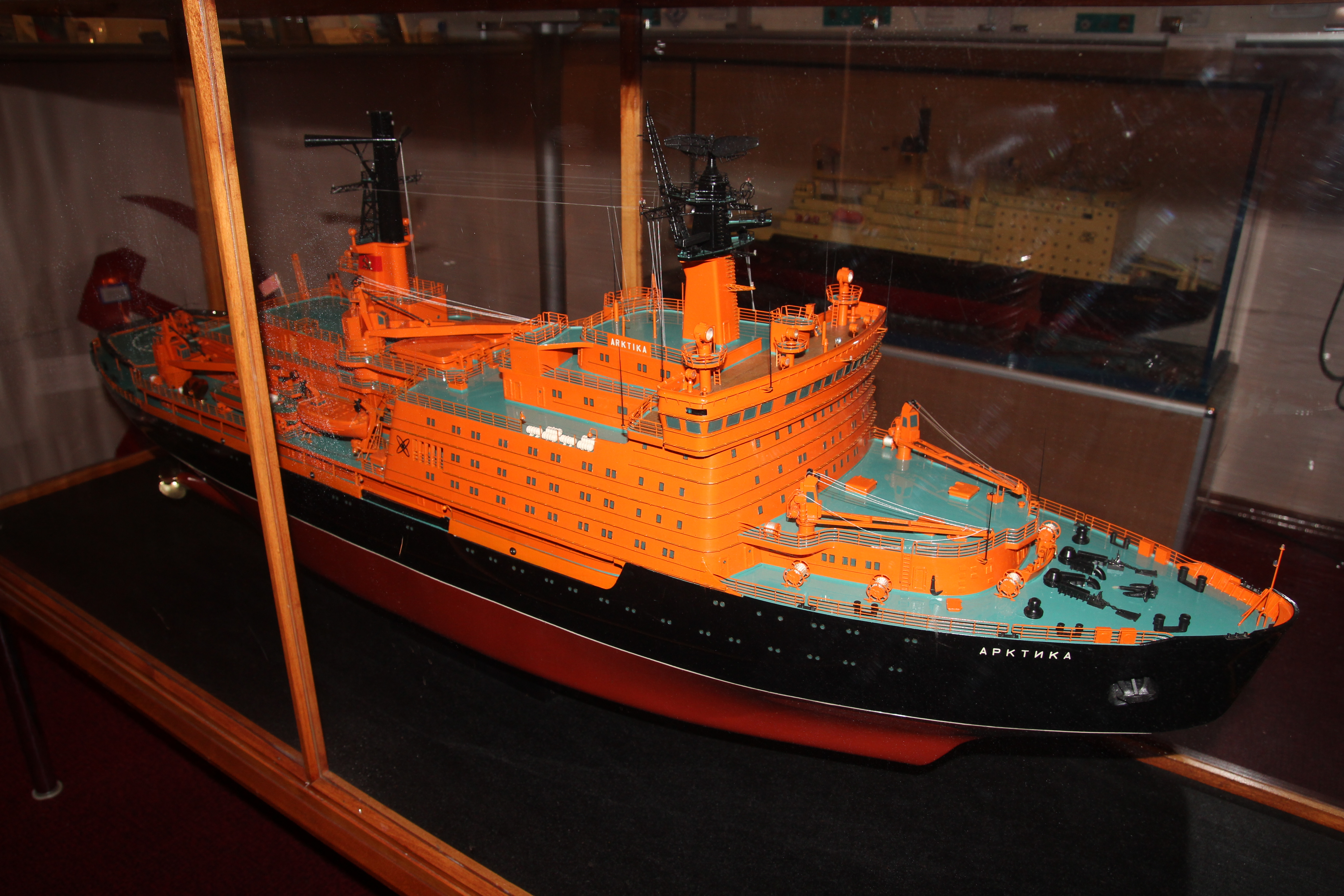